# Пустыня Большого Солёного озера
Пустыня Большо́го Солёного о́зера, пустыня Большо́го Солёного О́зера (англ. Great Salt Lake Desert) — пустыня к западу от Большого Соленого озера в северной части американского штата Юта.
Пустыня образовалась в конце последнего ледникового периода в связи с высыханием озера Бонневилл — доисторического озера, которое ранее простиралось к западу от Скалистых гор на большей части Большого Бассейна, его крупнейшим сохранившимся остатком является Большое Солёное озеро. На севере пустыни расположены известные своими скоростными трассами солончаки Бонневилл.
Большая часть бывшего озера Бонневилл представляет собой пустыню, которая охватывает площадь около 10 360 км². Пустыня имеет белый цвет из-за высокого содержания соли.
Население сконцентрировано в Уэндовере и Дагуэе и составляет 1 500 человек. Пустыню с востока на запад пересекают скоростное шоссе I-80 и железная дорога.

## Климат

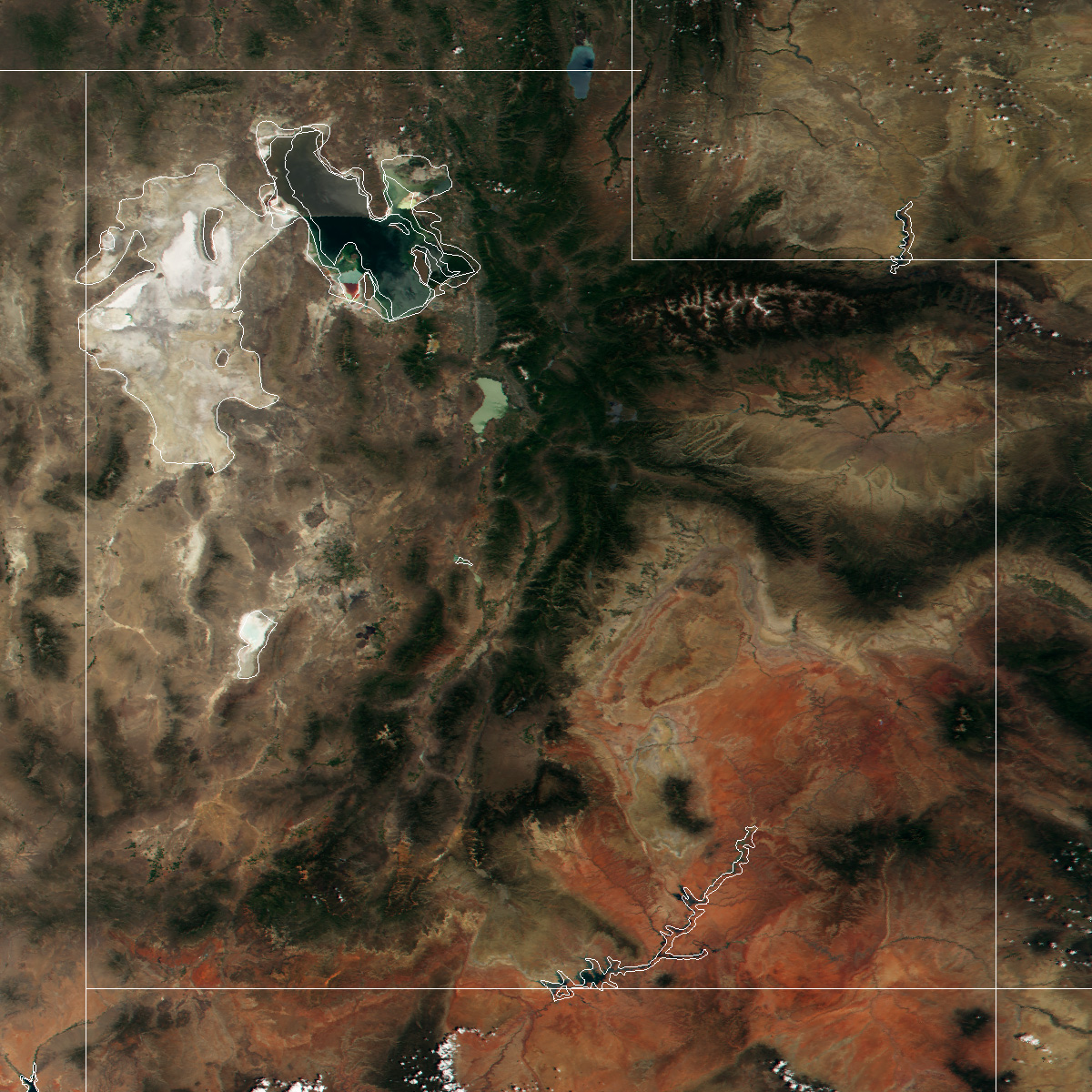
Пустыня Большого Солёного озера (белая область к западу от озера) на физической карте штата Юта

В пустыне Большого Солёного озера преобладает пустынный климат с жарким летом и холодными зимами. Пустыня расположена на высоте 1295,4 метров (4250 футов) над уровнем моря, здесь более прохладно, чем в низко расположенных пустынях вроде Мохаве. Из-за высоты и засушливости температура резко падает после захода солнца. Летние ночи более комфортабельны и умеренно прохладны. Зимой максимальная температура обычно выше нуля, а зимние ночи очень холодны, причем температура часто падает значительно ниже нуля.
| Показатель                                               | Янв. | Фев. | Март | Апр. | Май  | Июнь | Июль | Авг. | Сен. | Окт. | Нояб. | Дек. | Год   |
| -------------------------------------------------------- | ---- | ---- | ---- | ---- | ---- | ---- | ---- | ---- | ---- | ---- | ----- | ---- | ----- |
| Абсолютный максимум, °C                                  | 17   | 17   | 26   | 31   | 37   | 40   | 41   | 39   | 37   | 32   | 22    | 19   | 41    |
| Средний максимум, °C                                     | 2,5  | 5,2  | 12,4 | 16,8 | 22,4 | 28,6 | 33,8 | 32,7 | 26,7 | 17,9 | 8,1   | 2,5  | 17,4  |
| Средний минимум, °C                                      | −8,4 | −7,1 | −1,6 | 2,6  | 7,2  | 12,6 | 16,7 | 15,3 | 8,9  | 1,3  | −4,8  | −9,7 | 2,8   |
| Абсолютный минимум, °C                                   | −27  | −27  | −18  | −10  | −4   | 2    | 6    | 4    | −4   | −13  | −19   | −32  | −32   |
| Норма осадков, мм                                        | 15,5 | 11,7 | 23,1 | 25,7 | 31,2 | 17,3 | 9,1  | 7,9  | 14,2 | 19,6 | 15,5  | 9,7  | 200,2 |
| Источник: https://wrcc.dri.edu/cgi-bin/cliMAIN.pl?ut4748 |      |      |      |      |      |      |      |      |      |      |       |      |       |

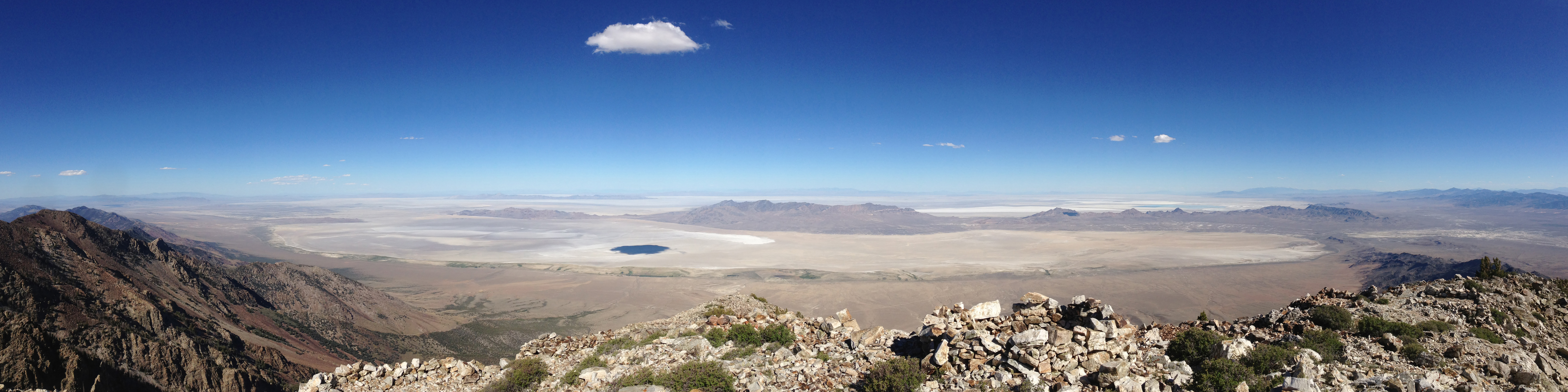
Панорамный снимок пустыни Большого Соленого Озера с Pilot Peak